# Le Torquesne

Le Torquesne este o comună în departamentul Calvados, Franța. În 1 ianuarie 2022 avea o populație de 529 de locuitori.